# Pierre Deley
 (décembre 2022).
Si vous disposez d'ouvrages ou d'articles de référence ou si vous connaissez des sites web de qualité traitant du thème abordé ici, merci de compléter l'article en donnant les références utiles à sa vérifiabilité et en les liant à la section « Notes et références ».
Pierre Deley né à Marseillan dans l'Hérault le 1er novembre 1893 et mort dans la même ville le 27 février 1981, est un aviateur français pionnier de l’Aéropostale.

## Biographie
Né à Marseillan (Hérault) le 1er novembre 1893, Pierre Deley est le petit neveu et filleul du Général Pierre Auguste Roques, également marseillanais et organisateur de l'aviation militaire française en tant que premier "inspecteur permanent de l'aéronautique" en 1910. 
Il obtient son brevet de pilote de chasse en 1917, et termine la Première Guerre mondiale avec 5 victoires aériennes homologuées. Il intègre les Lignes Aériennes Latécoère en 1923, où il côtoie, entre autres, Didier Daurat, Jean Mermoz, Henri Guillaumet, Antoine de Saint-Exupéry, Paul Vachet, Marcel Reine, etc.
Affecté en 1925 comme Chef d'aéroplace en Mauritanie, dès l'ouverture de la "Ligne" mythique Casablanca - Dakar, il crée et dirige pendant 2 ans l'aéroport de Port-Étienne, escale notoirement la plus isolée et la plus ingrate du parcours. Il participe souvent, au péril de sa vie, à la recherche de ses camarades perdus dans le désert, et au dépannage d'avions, à la merci de bandes de rebelles saharaouies. Il effectue en particulier, avec le pilote Collet, le sauvetage de l'équipage d'un cargo français (le "Falcon II")  qui s'était échoué sur la côte, et sauve ainsi de la mort le capitaine du bateau et cinq hommes d'équipage.
En juillet 1927 il est affecté en Amérique du Sud, où il rejoint le pilote Paul Vachet et prospecte avec lui la côte est du Brésil entre Rio-de-Janeiro et Natal, créant les infrastructures de la future "Ligne d'Amérique", et notamment l'aéroplace de Santos, "dans des conditions extrêmement difficiles", comme le reconnut le Directeur d'Exploitation de l'époque, Didier Daurat lui-même. En 1928, il est nommé Inspecteur de la Ligne Rio - Natal. 
En août 1929, dès l'ouverture du dernier tronçon Buenos-Aires - Santiago du Chili il est nommé "chef de secteur - chef d'aéroplace - pilote" à Santiago, où il crée, là-aussi, et dirigera pendant 16 ans l'aérodrome de Colina. Après Mermoz et Guillaumet, il est le troisième pilote à avoir franchi la Cordillère des Andes par la voie directe. Il le fera plus de 150 fois en remplaçant les pilotes défaillants.
Lorsque Guillaumet est obligé d'atterrir dans les Andes le vendredi 13 juin 1930, près de la "Laguna del Diamante", Pierre Deley, ami proche du pilote, décolla le premier, dès l'après-midi du 13 juin, à la recherche de son camarade, malgré la tempête de neige qui sévissait encore dans les montagnes. Il fut rejoint le mardi 17 juin par Antoine de Saint-Exupéry qui raconta ces recherches communes dans Terre des Hommes.
Il est muté à Air France en 1933 (lors de la création de la compagnie aérienne), puis s'installe à Buenos Aires en 1945, ayant été nommé représentant de la compagnie pour l'Argentine et le Chili. Il se retira dans son village natal en 1953, lors de sa retraite.
Il est décédé le 27 février 1981 à Marseillan et repose depuis lors dans le petit cimetière de son village natal. 
En 1995, dans le film Guillaumet, les ailes du courage, réalisé par Jean-Jacques Annaud et retraçant l'aventure de Henri Guillaumet survivant à un crash dans la cordillère des Andes, le personnage de Pierre Deley, premier pilote à partir à la recherche de Guillaumet, est interprété par l'acteur canadien Ken Pogue.
René Angel, compatriote du pilote, lui a consacré une biographie parue en 2004 aux Éditions Loubatières, et intitulée Pierre Deley, pionnier de l'Aéropostale. Cet ouvrage a été couronné en 2005 par le "Prix Guynemer", attribué par l'Union des Pilotes civils de France.
Bernard Bacquié, pilote de ligne et historien des lignes postales, membre de l'académie des jeux floraux, a écrit une double biographie de Pierre Deley et Paul Vachet (avec l'apport de René Angel): "Deley et Vachet Piliers de la ligne"  Éditions Latérales (2020) 
Depuis 2007, le collège de Marseillan porte le nom de Pierre Deley en son hommage.